# CNR桥
CNR桥（英語：CNR Bridge）是加拿大卑诗省新威斯敏斯特的一个跨越菲沙河北汊的钢桁架平转铁路桥，连接了鲁鲁岛和大陆。此桥名字来源于其使用者加拿大國家鐵路公司（Canadian National Railway）的首字母缩写。